# 土博镇
土博镇，是中华人民共和国广西壮族自治区柳州市柳江区下辖的一个乡镇级行政单位。

## 行政区划
土博镇下辖以下地区：
土博社区、土博村、长洞村、北隆村、西朗村、世界村、定山村、孝中村、五合村、梅里村、屯兵村、中村、琴怀村、水源村、四案村、甘贡村和龙豆村。